# Bartolomeo Sermini
Bartolomeo Sermini (Vezio, 1700 circa – Madrid, 1766) è stato uno scultore e stuccatore svizzero-italiano.

## Biografia
Dopo avere appreso il mestiere a Piacenza, lavorando con Bartolomeo Rusca, lavorò a Palazzo Farnese, presso il quale collaborò con altri alle decorazioni in stucco. Nel 1737, dopo che un incendio aveva danneggiato il Palazzo reale di Aranjuez, si trasferì su proposta del conte Recca a Madrid, dove molti altri artisti erano accorsi, per ripristinare le decorazioni interne dell'edificio. Nella capitale spagnola scolpì il Trionfo dei martiri con Cristo per la chiesa di Sant'Ildefonso di Toledo e firmò altre opere per edifici religiosi. In quegli anni fu attivo anche a Segovia.
Una commessa importante gli arrivò però quando la corte spagnola decisa di ristrutturare complessivamente Aranjuez: Santiago Bonavia, che era stato chiamato a coordinare i lavori, scelse Sermini e Aurelio Verda per occuparsi degli stucchi rococò della chiesa di Alpajes e del Palazzo reale di Navas de Riofrío (in particolare della cappella e della scala reale). Quando, il 16 giugno 1748, un nuovo incendio colpì il Palazzo reale, Santiago Bonavia ricorse nuovamente a Sermini e Verda, cui affidò, per scelta della regina Maria Barbara, il recupero delle sculture andate distrutte. Dopo avere realizzato, nel 1754, l'altare rococò della Cattedrale di Santiago di Compostela, con una scultura in diaspro che rappresenta Sant'Iago pellegrino, fu chiamato ancora a lavorare per la corte di Spagna: nel 1756 Elisabetta Farnese volle che Sermini realizzasse il cenotafio di Filippo V, ospitato nella chiesa de la Santissima Trinidad, all'interno del Palazzo Reale della Granja de San Ildefonso. Ancora a Madrid, prima di morire nel 1766. realizzò gli stucchi che decorano la cupola del Salone delle cineserie nel Palazzo Reale.